# تصميم بيئي

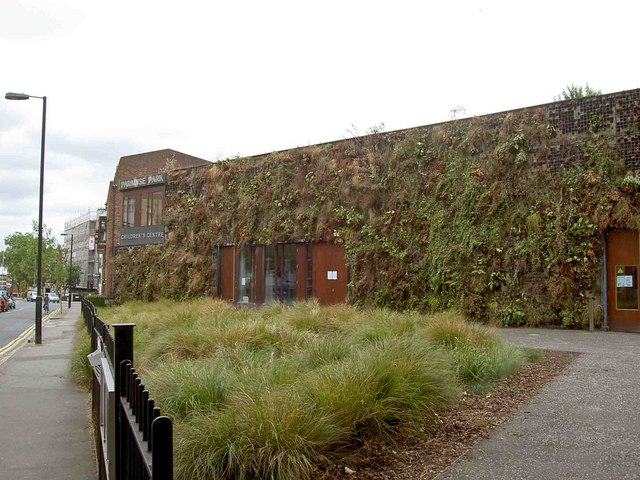

التصميم البيئي هو عملية معالجة المعايير البيئية المحيطة عند وضع الخطط أو البرامج أو السياسات أو المباني أو المنتجات. يسعى إلى خلق مساحات من شأنها تعزيز البيئة الطبيعية، والاجتماعية، والثقافية، والمادية لمناطق معينة. ربما أخد التصميم الكلاسيكي الحذر بعين الاعتبار العوامل البيئية، ومع ذلك فالحركة البيئية التي بدأت في الأربعينيات من القرن العشرين جعلت المفهوم أكثر وضوحًا.
يمكن أن يشير التصميم البيئي أيضًا إلى الفنون والعلوم التطبيقية التي تتعامل مع خلق البيئة التي يصممها الإنسان. تشمل هذه المجالات الهندسة المعمارية، والجغرافيا، والتخطيط الحضري، وعمارة المشهد، والتصميم الداخلي. يمكن أن يشمل التصميم البيئي أيضًا مجالات متعددة التخصصات مثل الحفاظ التاريخي، وتصميم الإضاءة. على نطاقٍ أوسع، للتصميم البيئي آثار على التصميم الصناعي للمنتجات: السيارات المبتكرة، ومولدات طاقة الرياح، والمعدات التي تعمل بالطاقة الشمسية، ويمكن لأنواع أخرى من المعدات أن تكون أمثلة على ذلك. وسِع المصطلح حاليًا ليطبق على القضايا البيئية والاستدامة.

## نبذة تاريخية
ركزت أولى مفاهيم التصميمات البيئية التي يمكن تعقبها بشكل أساسي على التدفئة الشمسية، والتي بدأت في اليونان القديمة نحو 500 قبل الميلاد. في ذلك الوقت، استنفذت معظم اليونان إمدادها من الحطب، ما دفع المهندسين المعماريين إلى تصميم منازل تستحوذ على الطاقة الشمسية للشمس. أدرك الإغريق أن موقع الشمس يختلف على مدار العام. تكون الشمس مرتفعة في الجنوب في الصيف بالنسبة لخط العرض 40 درجة، بزاوية 70 درجة بالنسبة لسمت الرأس، بينما في فصل الشتاء، تنتقل الشمس إلى مسار أدنى، مع سمت رأس زاويته 26 درجة. بُنيت المنازل اليونانية بواجهات مواجهة للجنوب، والتي لم تتلق سوى القليل من أشعة الشمس في فصل الصيف، ولكنها تتلقى أشعة الشمس كاملةً في فصل الشتاء لتدفئة المنزل. بالإضافة إلى ذلك، يحمي الاتجاه الجنوبي أيضًا المنزل من الرياح الشمالية الباردة. أثر هذا الترتيب الذكي للمباني على استخدام التخطيط المصبعي للمدن القديمة. اتجهت شوارع المدن اليونانية شرقًا بشكل رئيسي مع الاتجاه الشمالي- الجنوبي للمنازل.
استمر العمل بالعمارة الشمسية مع الرومان، وبالمثل أزالوا الغابات من شبه الجزيرة الإيطالية الأصلية بحلول القرن الأول قبل الميلاد. نفّذ الهيليوكامينوس الروماني، «الأفران الشمسية» حرفيًا، مع نفس جوانب المنازل اليونانية السابقة. وجِهت الحمامات العامة العديدة نحو الجنوب. أضاف المهندسون المعماريون الرومانيون الزجاج إلى النوافذ للسماح بمرور الضوء والحفاظ على الحرارة الداخلية باعتباره لا يمكن أن يخرج منها. استخدم الرومان أيضًا الدفيئات الزراعية لزراعة المحاصيل على مدار العام، ولزرع النباتات الغريبة القادمة من أقاصي الإمبراطورية. كتب بلينيوس الأكبر عن الدفيئات الزراعية التي زودت مطبخ الإمبراطور تيبيريوس خلال العام.
عرف القدماء طرقًا أخرى لتسخير الطاقة الشمسية، إلى جانب التوجه الشمسي للمباني واستخدام الزجاج كمجمع للحرارة الشمسية. طور الإغريق، والرومان، والصينيون مرايا كروية يمكنها أن تركز أشعة الشمس على جسم بشدة كافية لجعله يحترق في ثوانٍ. غالبًا ما كانت العاكسات الشمسية مصنوعة من الفضة المصقولة أو النحاس أو النحاس الأصفر.
بدأت الجذور المبكرة للتصميم البيئي الحديث في أواخر القرن التاسع عشر مع الكاتب/ المصمم ويليام موريس، الذي رفض استخدام المواد والعمليات الصناعية في ورق الحائط والأقمشة والكتب التي أنتجها الاستديو الخاص به. شعر هو وآخرون، مثل جون راسكن، أن الثورة الصناعية ستؤدي إلى إلحاق الضرر بالطبيعة والعمال.
تؤكد قصة الفيلم الوثائقي إيكولوجيكال ديزاين: إنفينغ ذا فيوتشر لبريان دانيتز وكريس زيلوف على أنه في العقود التي تلت الحرب العالمية الثانية، «أجبِر العالم على مواجهة الظل الأسود للعلوم والصناعة». من منتصف القرن العشرين، عمل مفكرون مثل بوكمينستر فولر كمحفزين لتوسيع وتعميق اهتمامات مصممي البيئة. في الوقت الحاضر، يُعترف بالاستخدام الفعال للطاقة، والتقنية الملائمة، والبستنة العضوية والزراعة، واستصلاح الأراضي، والحضرية الجديدة، وأنظمة الطاقة المستدامة بيئيًا والنفايات على أنها اعتبارات أو خيارات وقد يجد كل منها تطبيقًا.
يمكن من خلال دمج مصادر الطاقة المتجددة مثل الطاقة الشمسية الكهروضوئية، والطاقة الشمسية الحرارية، وحتى الطاقة الحرارية الجوفية في الهياكل، إنشاء مبانٍ خالية من الانبعاثات، إذ تكون الطاقة المستهلكة ذاتية التوليد، وغير ملوثة. من الممكن أيضًا إنشاء «مبانٍ ذات طاقة زائدة» التي تولد طاقة أكثر مما تستهلك، ويمكن بعد ذلك بيع الفائض إلى الشبكة. يُقَيم نظام تصنيف المباني الخضراء ليد المباني في الولايات المتحدة بناءً على استدامتها البيئية.